# Ziegfeld Follies of 1943
The Ziegfeld Follies of 1943 è un musical statunitense, che debuttò a Broadway, al Winter Garden Theatre il 1º aprile 1943 con la regia di John Murray Anderson. Continuò le repliche dal 25 gennaio 1944 all'Imperial Theatre, chiudendo il 22 luglio 1944 dopo un totale di 553 rappresentazioni.
Dopo la morte di Florenz Ziegfeld nel 1932, la vedova Billie Burke - che aveva ereditato dal marito una montagna di debiti - partecipò alla produzione di alcune riviste che riproponevano la formula delle Ziegfeld Follies. Questa del 1943, fu la penultima di queste produzioni.

## Il cast della prima (Broadway, 1º aprile 1943)
- Milton Berle
- Ilona Massey
- Arthur Treacher
- Tommy Wonder

## Produzione
John Murray Anderson curò la regia dello spettacolo mentre le coreografie furono firmate da Robert Alton e i dialoghi diretti da Arthur Pierson e Fred De Cordova. Supervisore della produzione fu Harry A. Kaufman.